# Steinbach (Francja)
Steinbach – miejscowość i gmina we Francji, w regionie Grand Est, w departamencie Górny Ren.
Według danych na rok 1990 gminę zamieszkiwało 1149 osób, a gęstość zaludnienia wynosiła 189 osób/km² (wśród 903 gmin Alzacji Steinbach plasuje się na 236. miejscu pod względem liczby ludności, natomiast pod względem powierzchni na miejscu 428.).
Obok języka francuskiego, miejscowa ludność posługuje się również alzackim, uznawanym za dialekt języka niemieckiego.